# Leif Engqvist
Leif Engqvist (Dalby, 1962. július 30. –)  svéd válogatott labdarúgó.

## Pályafutása

### Klubcsapatban
Pályafutását a Malmö FF csapatánál kezdte 1985-ben. Kétszeres svéd bajnok és kupagyőztes.

### A válogatottban
1986 és 1990 között 18 alkalommal szerepelt a svéd válogatottban és 2 gólt szerzett. Részt vett az 1988. évi nyári olimpiai játékokon és az 1990-es világbajnokságon.

## Sikerei, díjai
Malmö FF
- Svéd bajnok (2): 1986, 1988
- Svéd kupa (2): 1986, 1989